# فرانكي فوستر (شخصية)
فرانكي فوستر (بالإنجليزية: Frankie Foster) هي شخصية خيالية وشخصية رئيسية من مسلسل الرسوم المتحركة المعروف منزل فوستر للأصدقاء الخياليين من أبتكار كريغ مكراكين ومن إنتاج كرتون نتورك.

## المظهر
يبلغ طولها حوالي 178 سنتيمترًا، شعر أحمر، وترتدي تنورة ذات لون نيلي وتيشيرت أبيض ذات رموز ملونة وجاكيت أخضر.

## الصفات
تعتبر فرانكي المسؤولة عن التنظيف والغسل والعناية بالأصدقاء الخياليين في منزل فوستر ويصفها المنتجين بأنها «الأخت الكبرى» للأصدقاء الخياليين، يمكن إقناعها بسهولة وبالرغم من أوامر السيد هيرمن إلى أنها ودودة ولطيفة للغاية، ويصفها المنتجين بأنها سريعة الغضب.
تبلغ فرانكي من العمر 22 عامًا وهي من أصول اسكتلندية.